# Falzarego-hágó
A Falzarego-hágó (olaszul: Passo di Falzarego, Passo Falzarego, Falzarego, németül: Falzaregopass, Falzaregopaß, buchensteini ladin nyelven: Jou de Fauzare, ampezzói ladin nyelven: Fouzargo) az olasz Dolomitok egyik, 2105 m tengerszint feletti magasságban levő, nyugat-kelet irányú magashegyi hágója Venetóban, Belluno megyében.
A hágón átvezetett 48-as számú Dolomit főút Buchensteint kapcsolja össze az alsó Cordevole-völggyel (Cortina d’Ampezzót is beleértve), továbbá a Valparola-hágón át a dél-tiroli Badia-völggyel (Gadertal). A ladin nyelvterületen belül fekszik. A hágót – a  mindenkori időjárási viszonyoktól függően – télen is nyitva tartják (előzetes tájékozódás javallt).

## Fekvése

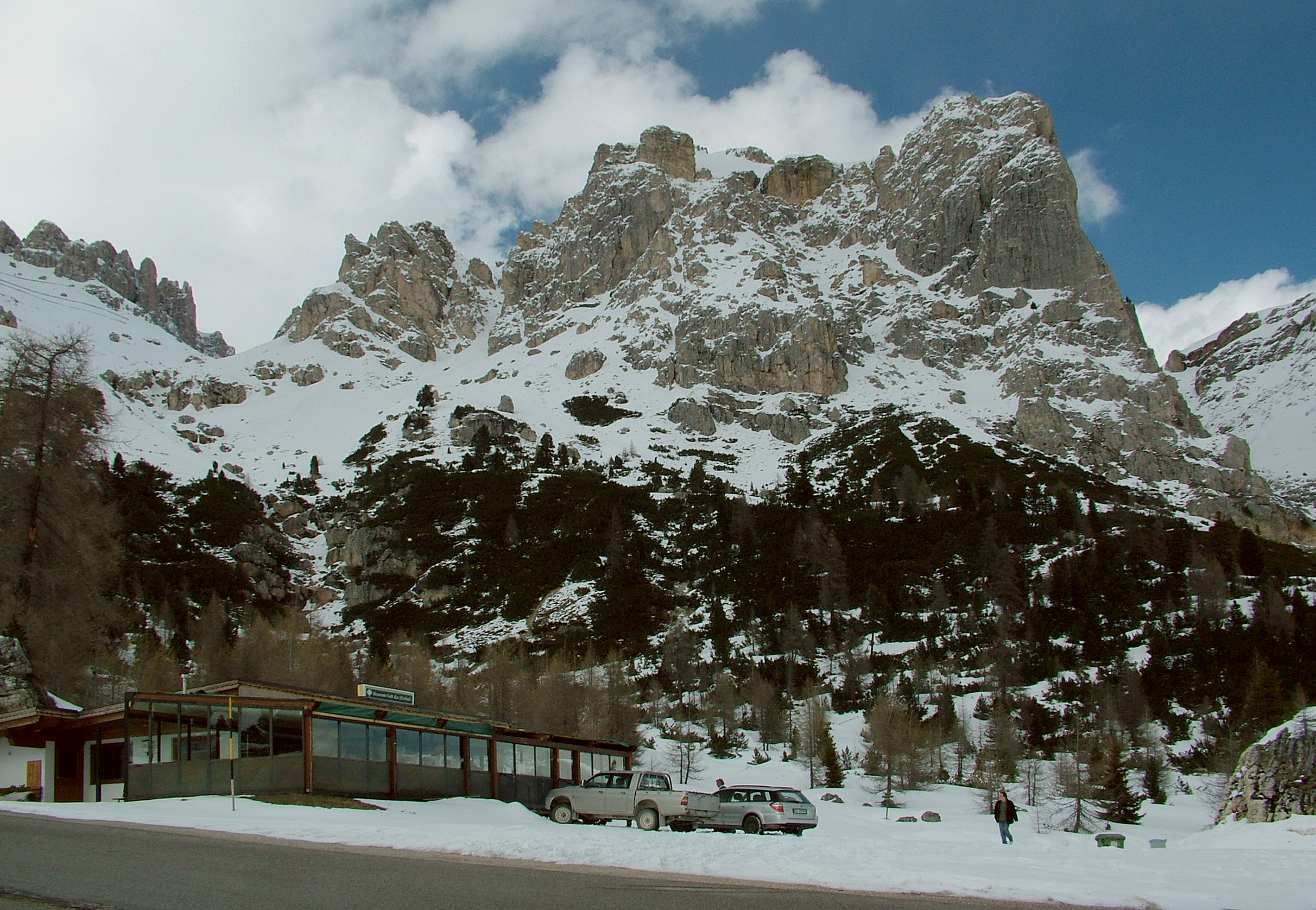
Falzarego-hágó: Kilátás a Monte Cristallóra

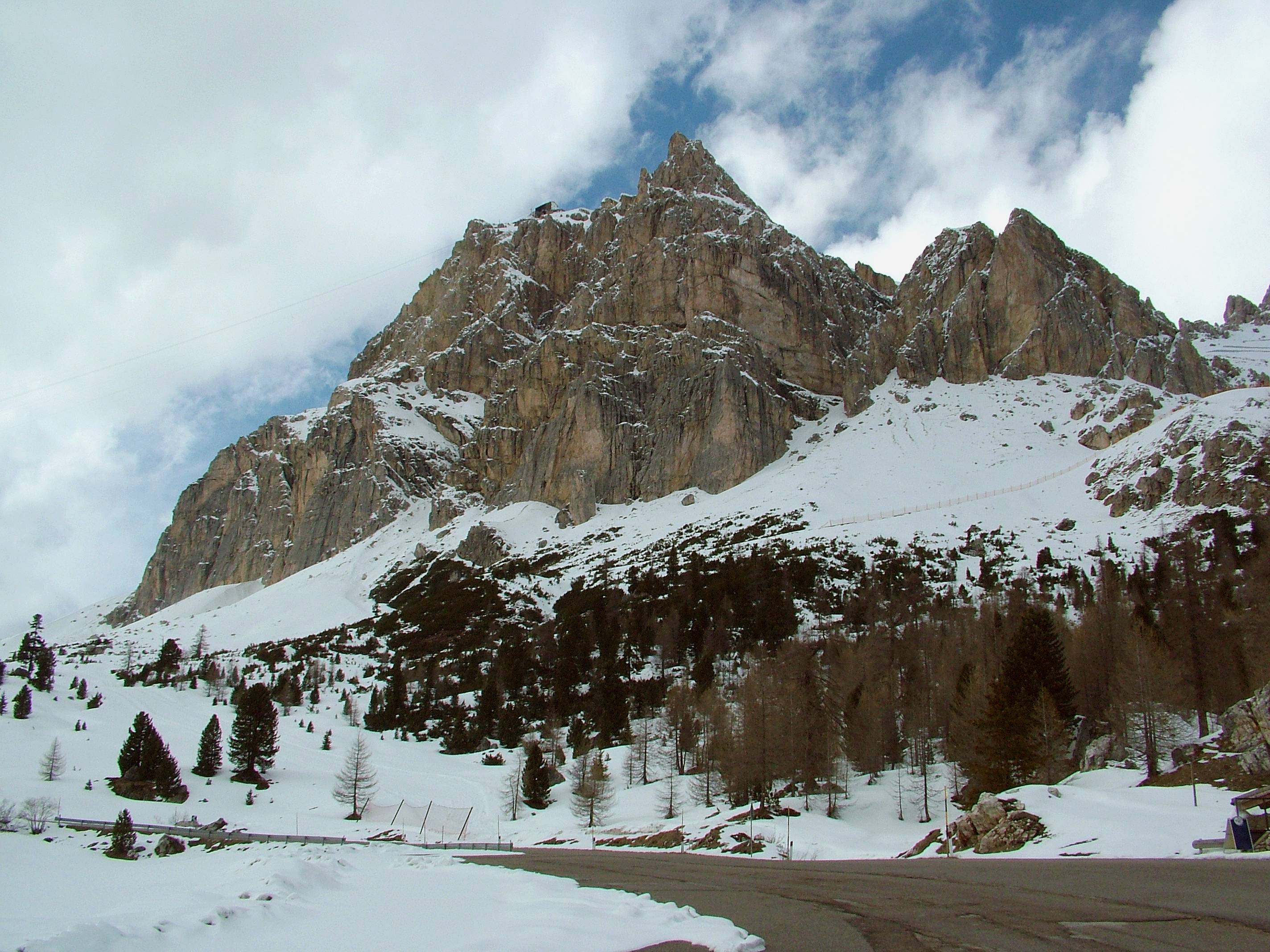
Falzarego-hágó: A Tofana

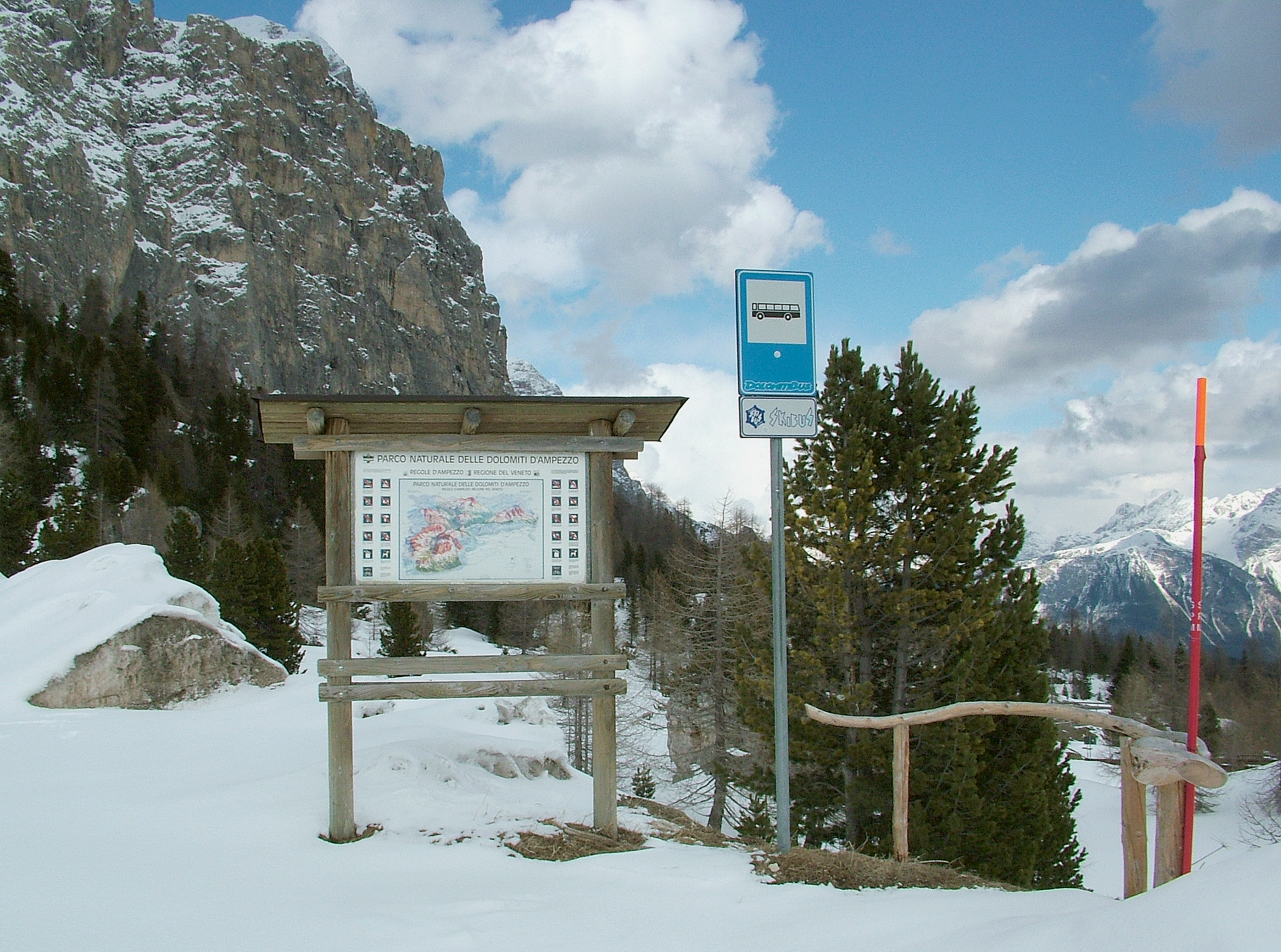
Falzarego-hágó: A Lagazuoi (2762 m)

A hágó egy sziklatömbökkel átszőtt nyereg, a Dolomitok főmasszívumához tartozó Tofanáktól (3244 m) délre, amely a Kis-Lagazuoi (2762 m) előterét képezi oly módon, hogy annak panorámaképét is eltakarja. Nyugaton a gleccserekkel fedett Marmolada (3343 m) látható, míg délen az Averau (2694 m) kisebb sziklacsoportjai (mint a Cinque Torri, 2361 m) emelkednek.

## Elnevezése
A név, fàlza régo „álnok királyt” jelent ladin nyelven és arra utal, hogy a hagyományok szerint itt levő Fanes-birodalom királya – álnokságáért – kővé változott, ami a hágó sziklái közt levő Lagazuoi-hegy formájában még napjainkban is kivehető. Ezen a mondabeli történeten kívül azonban a hágó keletkezéséről, vagy középkori–kora újkori létezéséről semmi biztosat nem tudunk.

## Története
A hágóutat 1909-ben építették meg és ezzel a Bozen és Cortina d’Ampezzo közti Nagy Dolomitút legvégső – és útépítés-technikai szempontból legnehezebb – szakasza is elkészült.
A Falzarego-hágó történetében az első világháborúban játszott szerepe a legjelentősebb. A „Hegyvidéki Háború” idején (Gebirgskrieg, 1915-18) a frontvonal a Valparola-hágótól, a Hexensteinen és a Kis-Lagazuoion át a Falzarego-hágóig terjedt. A Hexenstein és az osztrák állások (a Tre Sassi erőd) északnyugat felől elzárták a Nagy Dolomit-utat a Gader-völgytől.
Az olasz csapatok többszöri előrenyomulásuk ellenére sem tudták bevenni az állásokat, ezért a Lagazuoi keleti falánál beásták magukat, ahonnan aztán 1916-ban az aknaháború, (az úgynevezett Minenkrieg) elkezdődött.
Az osztrákok 1916. január 1.-i, majd 1917. január 14-i, és 1917 május 22.-i pergőtüzei után az olaszok - a hegy lábától az osztrák állások alá - mintegy 1000 méteres táróaknát (alagutat) építettek, és június 20-án több mint 33 tonna robbantóanyaggal a Kis-Lagazuoi egész sziklaperemét a levegőbe röpítették. Szeptember 16-án volt az osztrákok utolsó aknatámadása. Az ellenfelek aknatámadásai azonban a fronton semmi területnyereséget nem eredményeztek egyik félnek sem.
Az első világháború vége óta a hágó Belluno megye határát is képezi. A „Bellunói Alpini-zászlóalj” történelmi emlékhelyén kő áll, amelyre a győztesek a következő latin nyelvű feliratot vésték:
- Sunt rupesvirtutis iter („Az erény ösvényének sziklái”).

A környék turisztikai célú kialakításának részprogramjaként a 20. század közepén a háborús táróaknákat, futóárkokat és kazamatákat ismét járhatóvá tették. Ezért a kisebb állások, futóárkok és tüzérségi ütegpontok, bunkerek manapság látogathatók, némelyiküket emlékhelyekké alakították. Ezáltal a Falzarego-hágó és környéke ma történelmi szabadtéri múzeumot is jelent.

## Infrastruktúra, turizmus és sport
Turisztikai főattrakciói a következő programok:
- kötélpályás utazás a Kis-Lagazuoira (gyalogtúrával is elérhető);
- zseblámpával felszerelkezve a táróaknák és bunkerek bejárása;
- egyszerű gyalogtúra a sísáncon;
- a Tofanára sziklamászóutak (Klettersteig) vezetnek;
- egyszerű turistaösvényeken érhetők el: a Lagazuoi-tó, a Lagazuoi menedékház, távolabbra a Valparola-hágó és alatta a Badia-völgy (németül: Gadertal/Abteital);
- a Monte Averau körüljárására is lehetőség van.

Télen a Lagazuoi sítereppé válik. A térség a Dolomiti Superski szervezetéhez tartozik.
Mindezeket megelőzően kivételes élményt nyújt a hágóból feltáruló panorámakép élvezete is. Keleten, a Lagazuoion túl állnak a Tofanák és kissé távolabb, Dolomit-csúcsokként nyugaton a Sella és a Marmolada, délre a Civetta és a Monte Pelmo, keleten és délkeleten pedig a Monte Cristallo, a Sorapiss és az Antelao láthatók.